# Matra
Il nome MATRA è acronimo di Mécanique Aviation TRAction e si riferiva ad un vasto gruppo industriale nato nel 1941 dopo la chiusura della CAPRA, una ditta specializzata in aeronautica militare. In effetti anche la Matra è nata come azienda specializzata nel settore aeronautico. Nel corso dei decenni, però, i suoi campi di interesse si moltiplicarono ed andarono a ricoprire, oltre all'aeronautica, anche gli armamenti, le telecomunicazioni, i trasporti, l'industria automobilistica e addirittura quella aerospaziale. L'intero complesso industriale della Matra, comprendente anche gli altri campi di specializzazione, entrò progressivamente nel Gruppo Lagardère (con il nome di Matra Hachette) e nel 1999 si fuse con l'Aérospatiale diventando Aérospatiale-Matra (successivamente EADS).

## Storia
La società Matra è basata sulla CAPRA (Compagnie Anonyme de Production et de Réalisations Aéronautiques), fondata nel 1937 da Marcel Chassagny. Nel 1941, è stata creata nella zona libera la società Matra (acronimo di Mécanique Aviation Traction), specializzata in attività militari. Espanderà le sue operazioni dopo la liberazione nel 1945.
Nel 1962, MATRA diversifica le sue attività, spostandosi nel campo della ricerca spaziale e poi dell'automobile. Chassagny si allea con René Bonnet, pilota e costruttore artigianale. Chassagny concede del denaro in prestito per comprare i locali di Romorantin dove sarà realizzata la Matra Djet progettata da Bonnet. Nel 1964, la Société des Engins Matra, specializzata nell'armamento prende in gestione la Automobiles René Bonnet e la G.A.P. (Générale d'Application des Plastiques) delle quali è azionista Marcel Chassagny, e così nasce la Société MATRA Sports a seguito delle difficoltà della Automobiles René Bonnet.
Così dal 1º gennaio 1965, la MATRA entra nel settore automobilistico, proseguendo e sviluppando la produzione di Djet della quale va a migliorare le caratteristiche tecniche e ne promuove la vendita, in attesa di produrre un proprio modello. Inizialmente, le Djet porteranno il nome MATRA-BONNET prima di diventare MATRA Sports il cui stemma compare sulla parte anteriore di tutte le Djet, dopo l'acquisizione della Matra.

### Settore automobilistico

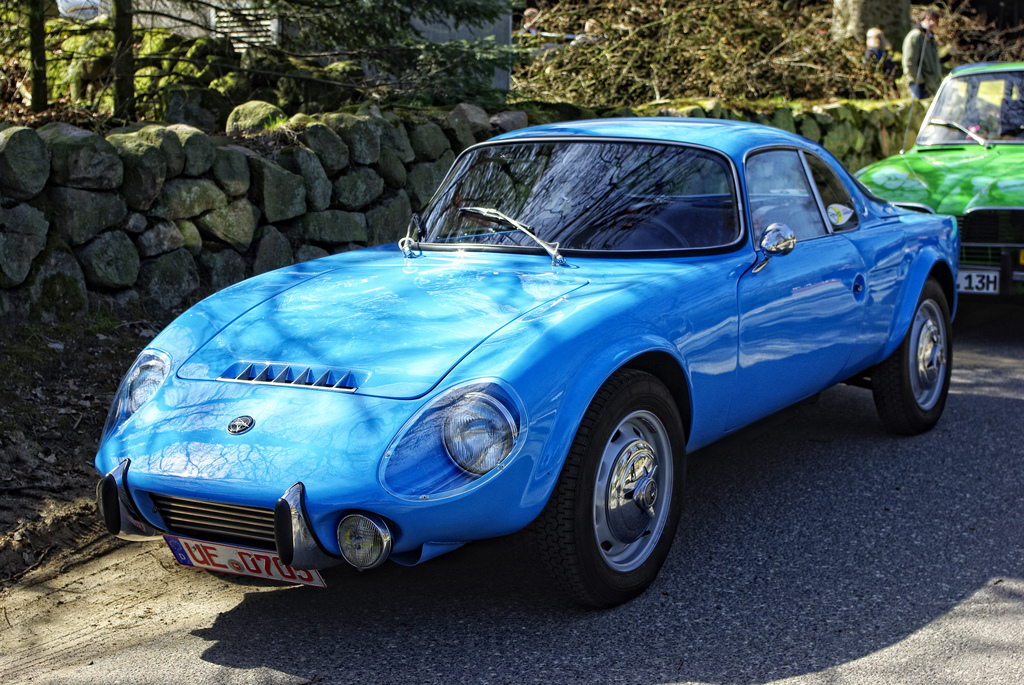
Una Matra Djet, prima autovettura prodotta con il marchio Matra

La Matra cominciò la sua avventura nel settore automobilistico nel 1961 utilizzando motori Renault per le già citate sportive Djet. Per la loro realizzazione, la Matra stessa cominciò a finanziare il progetto dell'imprenditore ed ex pilota René Bonnet, intenzionato a costruire auto sportive. Poco tempo dopo Bonnet abbandonò il progetto e la Matra rilevò la piccola azienda continuandone il progetto iniziale, compreso l'utilizzo della vetroresina per la scocca delle autovetture, un materiale che all'inizio degli anni '60 era qualcosa di veramente innovativo, specie nel campo dell'autotrazione su gomma e nel quale la piccola casa di René Bonnet credette molto fin da subito.
Anche la Matra, anch'essa orientata fortemente verso l'innovazione, accolse con entusiasmo la possibilità di utilizzare la vetroresina per le sue future autovetture. Per questo, dopo che la Djet venne tolta di produzione, alla fine degli anni '60 produsse una curiosa vettura, la Matra M530, con meccanica Ford. Infine, negli anni settanta in seguito alla collaborazione con la SIMCA, la Matra cominciò a produrre vetture con meccanica mutuata dalle vetture della Casa di Poissy, di cui la più famosa è la Matra Bagheera. Fu proprio a questo punto che la Matra si distaccò dal settore delle vetture sportive per realizzare, sul pianale della Simca 1100 furgonata, la Rancho, ossia una sorta di CUV ante litteram, sempre con carrozzeria in vetroresina e motori mutuati dalla Simca 1307. Dopo che la Simca e tutto il Gruppo Chrysler europeo furono acquisiti dal Gruppo PSA, la Matra continuò a produrre la Rancho e l'erede della Matra Bagheera, la più filante Matra Murena, sotto il nome di Talbot-Matra. 

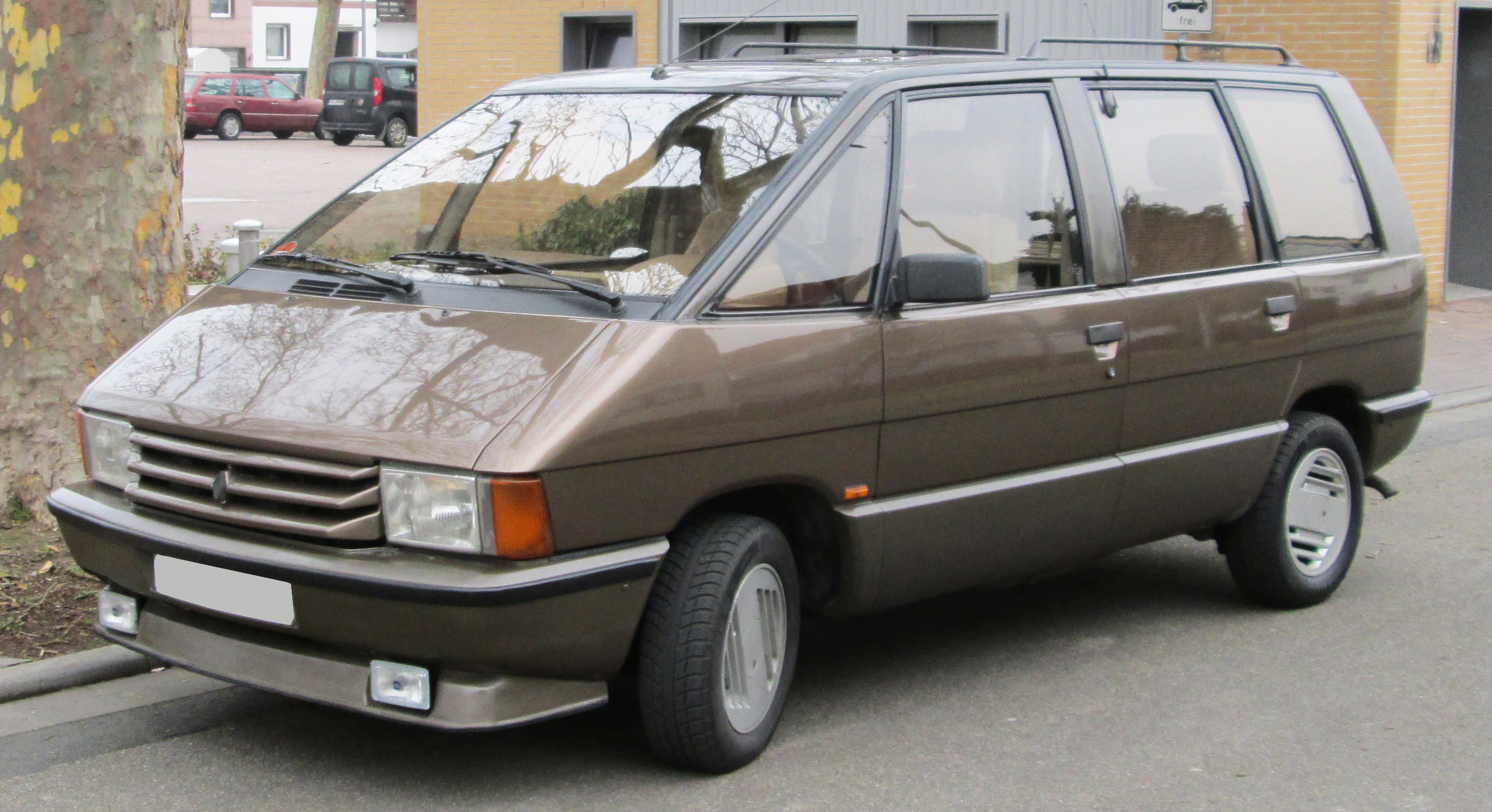
La prima generazione della Espace, prodotta dalla Matra, ma con marchio Renault

Durante gli anni ottanta, la Matra si staccò dal Gruppo PSA per tornare assieme alla Renault e lavorare con essa al progetto da cui sarebbe nata la monovolume Espace. Cominciò così un periodo piuttosto produttivo, grazie anche al gran successo riscosso dalla monovolume francese: la Matra continuò a produrre le carrozzerie in vetroresina, come faceva anche durante la produzione automobilistica fino a metà anni '80. La collaborazione con la Renault si interruppe alla fine del decennio seguente, quando la casa della Losanga volle produrre in proprio l'Espace portando Matra alla progettazione e produzione della Renault Avantime che ebbe scarso successo commerciale e divenne, di fatto, l'ultima vettura prodotta, fino al 2003, dalla Matra per la Renault.
E fu proprio nel 2003 che la divisione realizzazione prototipi e modellazione automobilistica entrò nel gruppo Pininfarina. A quel punto, la ragione sociale mutò in Matra Automobile Engineering: da quel momento, tale divisione continuò la sua attività progettando veicoli elettrici per utilizzo urbano, sia a due che a quattro ruote. Il 13 gennaio del 2009 il Gruppo Pininfarina vendette la Matra Automobile Engineering al gruppo francese Segula Technologies, leader nel settore della consulenza e progettazione industriale, nell'engineering e nel settore dell'alta tecnologia. Viceversa, il reparto di produzione automobilistica, rimase di proprietà del Gruppo Lagardère, riconvertito però alla produzione di scooter elettrici e bici elettriche a basso inquinamento ambientale, mantenendo il nome di Matra Manufacturing & Services (abbreviato Matra MS).
Nel 2014, la Matra Manufacturing & Services venne ceduta alla MGF Easybike, già detentrice dello storico marchio Solex, la quale proseguì con la produzione di veicoli elettrici a due ruote, stavolta anche con il marchio Matra, mediante il sito produttivo della Mobiky Tech.
Il 25 giugno 2019, il Tribunale commerciale di Coutances, ha avviato la procedura di amministrazione controllata per Mobiky-Tech, società del gruppo Easybike specializzata nell’assemblaggio delle biciclette Matra e Solex, fissando un periodo di osservazione di sei mesi. Successivamente, il 18 giugno 2021, il tribunale ha disposto la conclusione della procedura. Nel 2022, il gruppo Easybike ha assunto la nuova denominazione Rebirth.

### Scuderia motoristica
La Matra conobbe negli anni sessanta un'ottima notorietà come fabbrica automobilistica di auto sportive, nonché come costruttore di Formula 1, vincitore di 9 Gran Premi.
L'impegno in Formula 1 della Matra fu principalmente determinato dall'insofferenza del presidente Charles de Gaulle verso la mancata partecipazione di automobili francesi ai Gran Premi. Nel 1967 de Gaulle fece stanziare dal Governo francese la considerevole cifra di 14 milioni di Franchi, all'epoca pari a quasi 2 miliardi di Lire, allo scopo di incentivare la realizzazione di monoposto competitive che potessero conquistare il campionato mondiale. Di tale somma, 8 milioni furono assegnati alla compagnia petrolifera statale UGD (Union Générale de Distribution, poi rinominata Elf) e 6 milioni alla Matra. Per ragioni squisitamente politiche, il finanziamento risultava ufficialmente una sorta di prestito a lunghissima scadenza, con clausole tali da renderlo sostanzialmente una donazione.
Nel 1969 ha vinto il Campionato del Mondo Costruttori e il Campionato Piloti con Jackie Stewart con una vettura gestita dal team Tyrrell.
Successivamente tra il 1970 e 1972, mentre la Tyrrell diventava costruttore autonomo, la Matra iniziò a far correre un team proprio e con un proprio motore (nel 1969 la vettura montava un Ford Cosworth). Lasciò a fine 1972. Lo stesso motore sarà utilizzato dalla Shadow nel 1975 (due gare) e poi dalla Ligier nel 1976-1978 (una vittoria) e dal 1981-1982 (due vittorie), grazie alla sponsorizzazione della Talbot.
L'impegno nelle corse fu premiato anche con tre vittorie consecutive nella 24 Ore di Le Mans (1972, 1973, 1974) e due vittorie nel Campionato Mondiale Marche (1973, 1974). Cavallo di battaglia della scuderia francese, in quegli anni, le barchette della serie MS670 (evolute poi nelle versioni B e C), con le quali la squadra francese riuscì ad avere la meglio contro le Ferrari 312 PB e la Porsche Carrera RSR 2.1 Turbo.

#### Palmarès
- 334 gare, tutte le categorie, nell'arco di 10 anni
- 124 vittorie, 104 giri record
- 1 Campionato mondiale piloti di Formula 1 (1969, Jackie Stewart, MS80)
- 1 Campionato mondiale costruttori di Formula 1 (1969, Matra-Elf International)
- 5 Campionati Francesi Formula 2 (1966-1967-1968-1969-1970)
- 3 Campionati Europei Formula 2 (1967-1968-1969)
- 3 Campionati Francesi Formula 3 (1965-1966-1967)
- 2 Campionati Mondiali Marche (1973–1974)
- 3 vittorie alla 24 Ore di Le Mans (1972-1973-1974)
- 2 vittorie al Tour de France automobile (1970–1971)

#### Principali piloti in Formula 1

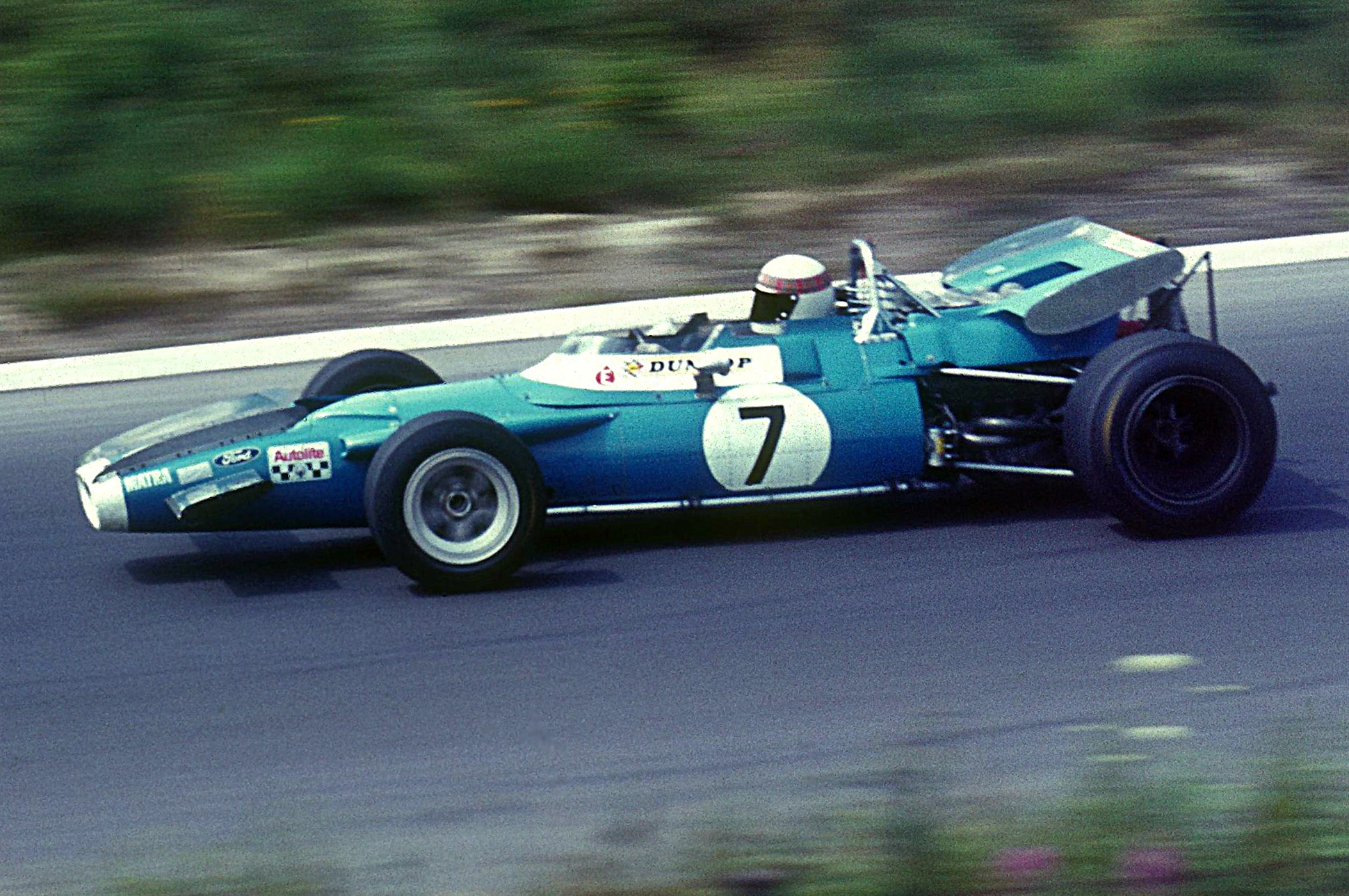
La MS80 di Jackie Stewart, vincitrice del Mondiale di Formula 1 del 1969

- Jackie Stewart (1968-1969): 25 GP, 9 vittorie, Campione del Mondo 1969
- Jean-Pierre Beltoise (1967-1971): 47 GP
- Chris Amon (1971-1972): 23 GP
- Henri Pescarolo (1968, 1970): 15 GP

#### Principali piloti in Endurance

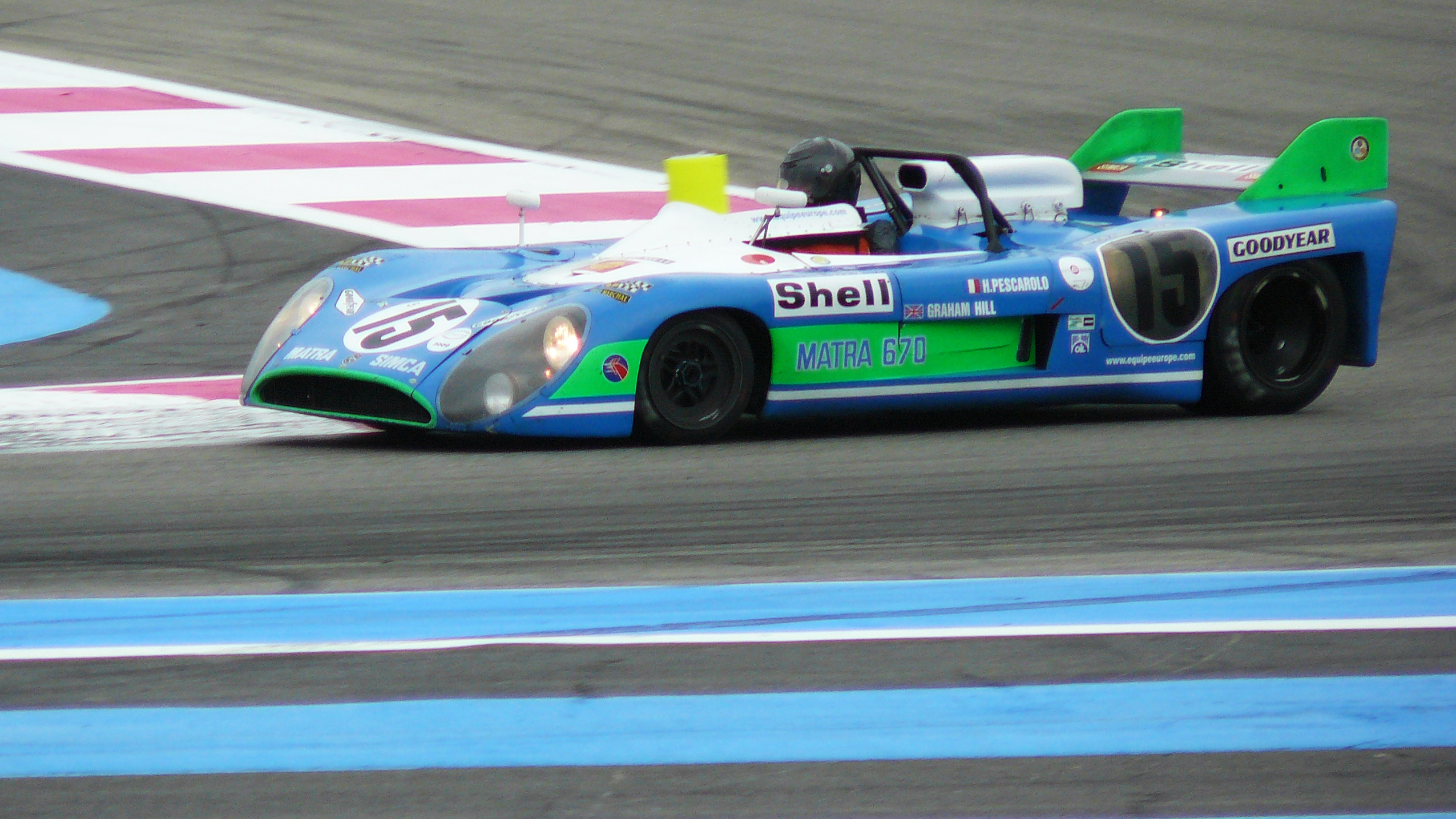
Una MS670, con cui Henri Pescarolo conquistò il Mondiale Marche nel 1973

- Henri Pescarolo, vincitore della 24 Ore di Le Mans del 1972, 1973, 1974 e del Campionato Mondiale Marche 1973 e 1974.
- Gérard Larrousse, vincitore della 24 Ore di Le Mans del 1973 e 1974, del Campionato Mondiale Marche 1973 e 1974 e del Tour de France Auto nel 1971, su Matra.
- Graham Hill, vincitore della 24 Ore di Le Mans del 1972.
- Jacky Ickx, vincitore della 1000 km di Spa del 1974 e già campione europeo di Formula 2 nel 1967 con Matra.
- François Cevert, secondo alla 24 Ore di Le Mans del 1972.
- Jean-Pierre Jabouille, terzo alla 24 Ore di Le Mans del 1973.
- Jean-Pierre Beltoise, vincitore del Tour de France Auto 1970.
- Patrick Depailler, vincitore del Tour de France Auto 1970.

### Settore aerospaziale

#### Elicotteri
- Matra-Cantinieau MC-101 (elicottero sperimentale)
- Matra-Cantinieau Faon (elicottero leggero)

#### Missili
- Matra Martel
- Matra SS-12
- Matra BLG 66 Belouga
- Matra Durandal
- Matra MICA
- Matra R422
- Matra R530
- Matra R550 Magic e Magic II
- Matra Super R530
- Matra Mistral
- Matra OTOMAT e Milas